# Roncador-listado-americano

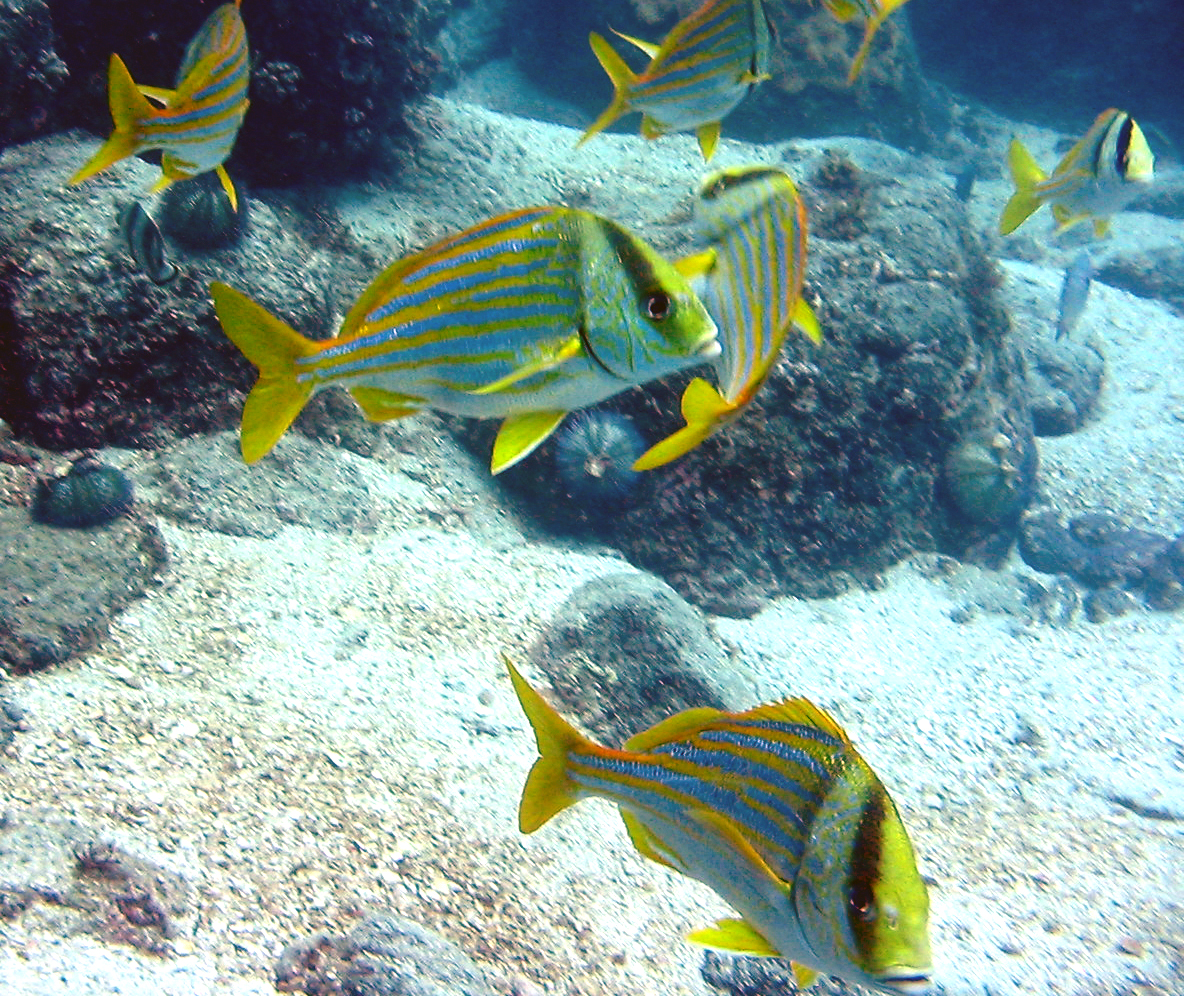
Grupo de salemas na Ilha Grande, Angra dos Reis, Brasil

Anisotremus virginicus, conhecido vulgarmente como salema, roncador-listado-americano, ferrugem, frade, mercador, salema-branca, sambuari ou roncador-listrado-americano é um peixe da família dos hemulídeos, nativo das águas tropicais do Atlântico ocidental, com fundos rochosos e recifais, estando presente em toda a costa brasileira. Com o corpo levemente achatado, caracterizam-se pelas listas longitudinais (6 a 8), alternando o azul com o amarelo, da cabeça até à barbatana caudal, além de duas barras negras, bem demarcadas, na cabeça (uma passando da nuca até à boca, passando pelo olho e a outra da parte anterior da barbatana dorsal, passando pela zona dos opérculos). Ainda que o seu comprimento médio ronde os 20 a 30 cm, chegam a atingir 40 cm e 1 kg de peso. Vivem em pequenos grupos ou de forma solitária. Captura crustáceos, moluscos e outros invertebrados, especialmente durante o período nocturno, enquanto se esconde entre as anfractuosidades do meio que habita.